# Primula stricta
Primula stricta là một loài thực vật có hoa trong họ Anh thảo. Loài này được Hornem. miêu tả khoa học đầu tiên năm 1810.